# مارك أندايا
مارك أندايا مواليد 22 مارس 1981 في مانيلا، هو لاعب كرة سلة فلبيني معتزل. بدأ مسيرته الاحترافية في سنة 2006. يبلغ طوله 6 قدم 9 بوصة (2.1 م). مثّل منتخب بلاده. اعتزل اللعب في 2012. لعب مع تي إن تي كاتروبا ثم باراكو بول إنرجي.